# جوایز موسیقی ای‌آرآی‌ای
جوایز موسیقی انجمن صنعت ضبط استرالیا (عمدتاً شناخته‌شده با جوایز موسیقی ای‌آرآی‌ای یا جوایز ای‌آرآی‌ای) مجموعه‌شب‌هایی از جایزه‌دادن است که هرساله به مناسبت جشن‌گرفتن صنعت موسیقی استرالیا برگزار می‌شود و به وسیلهٔ انجمن صنعت ضبط استرالیا (ای‌آرآی‌ای) آغاز شده‌است. این رویداد پس از ۱۹۸۷ هرساله برگزار شده‌است و حول ژانرهای خاص عمومی و جایزه‌های مشهور (که از این‌ها گاه با عنوان «جوایز ای‌آرآی‌ای» یاد می‌شود) و نیز جوایز هنرهای زیبا و جوایز آرتیزان (که به صورت جداگانه پس از ۲۰۰۴ برگزار می‌شود)، جوایز لایفتایم اچیومنت و تالار مشاهیر ای‌آرآی‌ای (که به صورت جداگانه از ۲۰۰۵برگزار می‌شود) متمرکز است.
برنده‌شدن یا حتی نامزدی برای یک جایزهٔ ای‌آرآی‌ای، منجر به توجه رسانه‌ها بر هنرمند می‌شوند و معمولاً فروش آثار موسیقی را چندبرابر می‌کند (برای مثال در سال ۲۰۰۵، پس از این‌که بن لی موفق به کسب سه جایزه شد، آلبوم او با نام بیدار، خواب جدید است در جدول موسیقی ای‌آرآی‌ای از رتبهٔ ۳۱ به ۵ صعود کرد، که حد نهایی رتبهٔ او بود). با این وجود این مراسم از سوی هنرمندان اصلی در اقلیت با شکاکیت، مورد توجه است که این جوایز را فرصتی برای یک گردهم‌آیی خوب می‌دانند. (تیم راجرز از یو ام آی یک بار گفته بود که جایزه‌اش را در توالت خارج از ساختمان نگه‌داری می‌کند.)